# Superpunk
Superpunk est un groupe allemand de rock et pop punk, originaire de Hambourg, actif entre 1996 et 2012. Le groupe s'est en partie développé à partir des Fünf Freunde, le précurseur direct étant le Bruno Ferrari Quintett. Le style musical de Superpunk est un mélange de northern soul, de punk rock et de garage rock.

## Histoire
Superpunk a publié cinq albums studio et un album live avant de sortir Oh, dieser Sound! en 2011, une compilation hommage sur laquelle des interprètes de genres très différents reprenaient des chansons de Superpunk. Outre Fettes Brot et Madsen, Egotronic, Die Sterne et Andreas Dorau, entre autres, figurent sur cette compilation.
Le 10 février 2012, leur label Tapete Records annonce la séparation de Superpunk, ainsi qu'une dernière tournée de sept concerts en club. Le 25 août 2012, Superpunk joue son dernier concert de festival au Bootboohook-Festival à Hanovre, et le 10 septembre 2012 son dernier concert live au Stadtsaal de Vienne, un concert surprise de la station de radio FM4. Carsten Friedrichs et Tim Jürgens fonde ensuite Die Liga der gewöhnlichen Gentlemen avec d'autres musiciens.
Le bassiste Jan Müller (de Tocotronic) a été cofondateur de Superpunk, dont il était également le guitariste. Le bassiste Tim Jürgens est rédacteur en chef adjoint du magazine de football 11 Freunde.

## Discographie

### Albums studio
- 1999 : A bisserl was geht immer (Fidel Bastro)
- 2001 : Wasser Marsch (L'Âge d'or)
- 2004 : Einmal Superpunk, Bitte (L'Âge d'or)
- 2005 : Können Sie das groß machen bitte?! (CD/DVD live, L'Âge d'or)
- 2008 : Why Not? (Tapete Records)
- 2010 : Die Seele des Menschen unter Superpunk (Tapete Records)
- 2011 : Oh, dieser Sound! – Stars spielen Superpunk (album hommage, Tapete Records)
- 2012 : A Young Person’s GUIDE to Superpunk (compilation, Tapete Records)

### Singles
- 2001 : Neue Zähne für meinen Bruder und mich (CD, L'Âge d'or)
- 2002 : Ich bin kein Ignorant, ich bin kein Idiot (CD, L'Âge d'or)
- 2002 : Right Back to Where We Started From (single vinyle, L'Âge d'or) (reprise de Maxine Nightingale)
- 2004 : Ich weigere mich, aufzugeben (single vinyle, L'Âge d'or)
- 2005 : Bitte verlass mich (CD, L'Âge d'or)
- 2008 : Das waren Mods (single vinyle, Tapete Records)
- 2008 : Gespenster (single vinyle split avec Potato Fritz, Fidel Bastro)
- 2011 : Spielen Andreas + Bernd (Vinyl-Single), Tapete Records (reprise d'Andreas Dorau et Bernd Begemann)
- 2012 : Neue Zähne für meinen Bruder und mich (single vinyle split avec Boy Division, Fidel Bastro)

### Participations notables
- 1999 : Sauerkraut nicht Sushi (avec le morceau Das ist heute nicht dein Tag) (L'Âge d'or)
- 2001 : Fast Forward Eins (avec le morceau Man kann einen ehrlichen Mann nicht auf seine Knie zwingen') (V2 Records)
- 2001 : Operation Pudel 2001 (avec le morceau Eine Autobahn im Regen) (L'Âge d'or)
- 2002 : Zehn B (avec le morceau Lehn dich an mich (Mega Mopel Mix)) (Fidel Bastro)
- 2013 : Fidel Bastro 20/A (avec le morceau Gespenster (Fidel Bastro)